# 天主教丹达教区
天主教丹達教區 （拉丁語：Dioecesis Tandagensis）是菲律賓一個羅馬天主教教區，屬天主教卡加延-德奥罗总教区。1978年12月9日升為教區。
教區位於南蘇里高省。2010年有教友484,004人、24個堂區、41名司鐸。現任主教內雷奧‧奧奇馬。